# Stryków Świdno
Stryków Świdno – dawny wąskotorowy kolejowy przystanek osobowy w Strykowie, w gminie Mogielnica, w powiecie grójeckim, w województwie mazowieckim, w Polsce. Drugi człon nazwy pochodzi od wsi Świdno położonej 3 km na południowy wschód od przystanku.
Przystanek oddano do użytku 9 października 1920 roku, wraz z odcinkiem linii wąskotorowej pomiędzy Mogielnicą a Brzostowcem.
W obrębie przystanku znajduje się położony po południowej stronie torów budynek dworcowy, który w 2021 roku pełnił funkcje mieszkaniowe. Dawniej na przystanku znajdowała się mijanka, a do 1978 roku w pobliżu znajdowała się czynna ładownia.
Przystanek obsługiwał rozkładowy ruch pasażerski do 1 stycznia 1988 roku, zaś ruch towarowy został zamknięty 1 września 1996 roku. Ruch pociągów turystycznych został wstrzymany 1 kwietnia 2001 roku. Od tego czasu przystanek nie obsługiwał ruchu kolejowego.

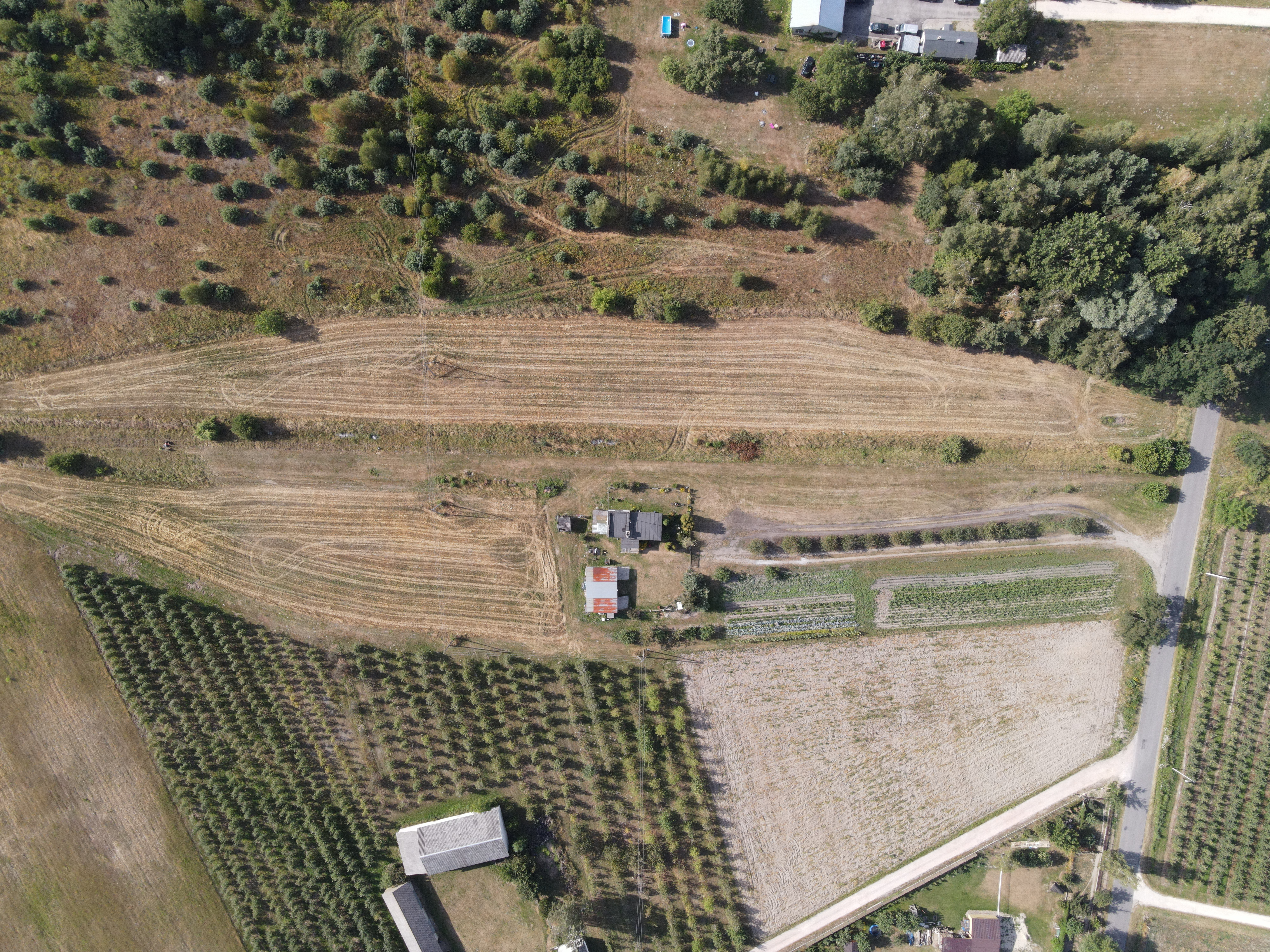
Dawna stacja Stryków Świdno i dworzec z lotu ptaka w Lipcu 2022

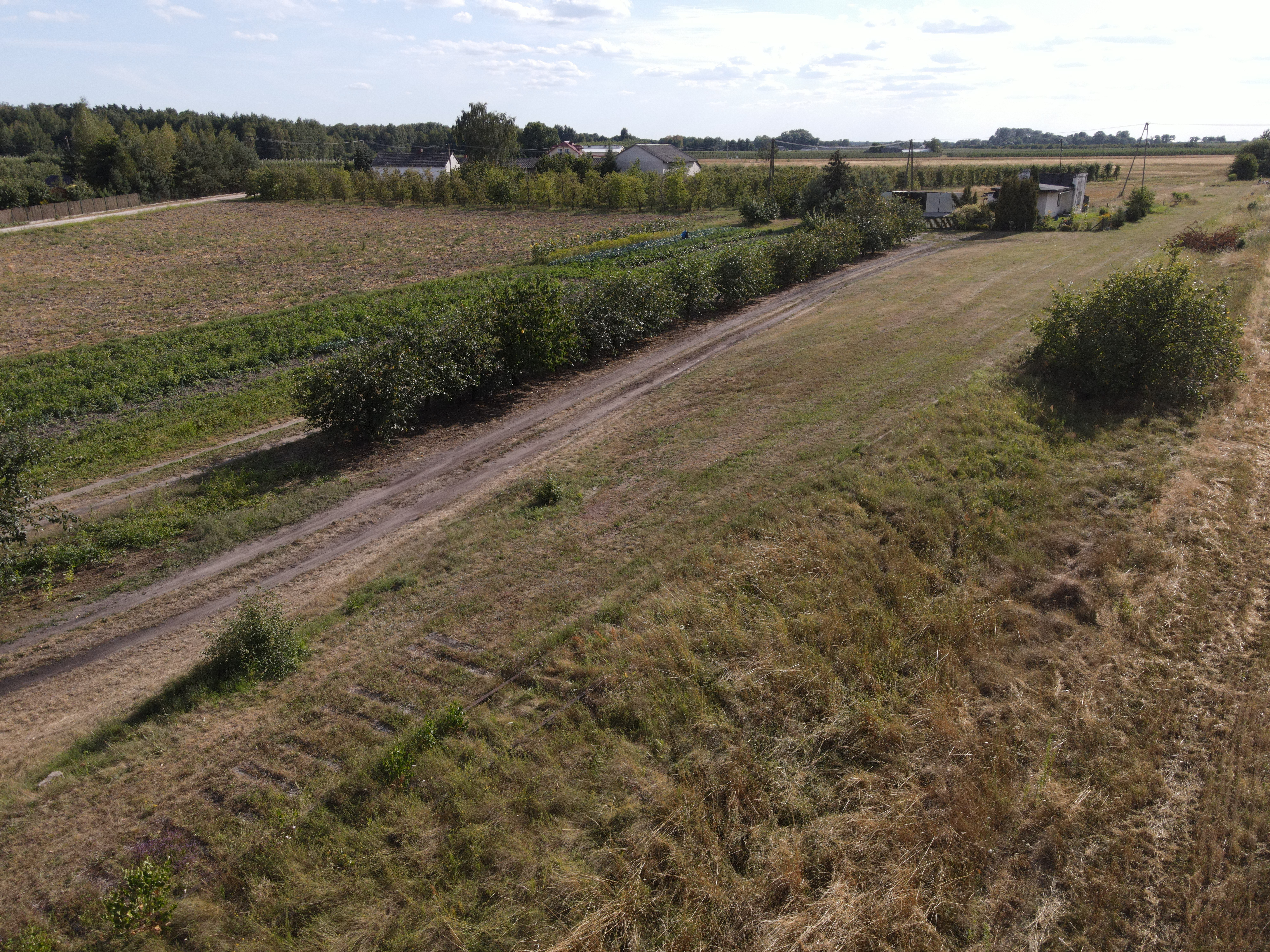
Dawna stacja Stryków Świdno i dworzec od Wschodu w Lipcu 2022